# Министарство правде Руске Империје
Министарство правде Руске Империје (рус. Министерство юстиции Российской Империи) било је једно од министарстава Руске Империје.
Министар правде је уједно био генерал-прокурор при Правитељствујушчем сенату.

## Историјат
Претходник Министарства правде је био Правосудни колегијум (рус. Юстиц-коллегия). Министарство је основано 8. септембра 1802. При установљавању дужности министра правде (1802), било је прописано да он у прелазном периоду преузме дужности генерал-прокурора. Године 1803. био је основан Департман министра правде и исте године у његову надлежност је стављена Комисија израде закона (рус. Комиссия составления законов). Касније је та комисија прешла у надлежност Државног савјета. Министар правде је био одговоран за надзор над свим судовима у Руској Империји, изузев црквених, војних и поморских судова. Коначно устројство Министарства прописано је 1811. године.
С дужношћу министра правде било је сједињено звање генерал-прокурора. Министар правде је вршио тужилачке дужности при Врховном кривичном суду. Министарство правде је било одговорно за сва именовања, премјештања и отпуштања судија и судског особља. Након доношења Судских статута (1864), министар правде је добио нова овлашћења у својству главног начелника реформисаног тужилаштва.
Од 1870. Министарству правде било је повјерено руковођење земљишним књигама. Након доношења уредбе о земским начелницима, који су добили бројне судске функције, и након преноса неких судских функција на Министарство унутрашњих послова, дјелокруг Министарства правде се значајно сузио. С друге стране, надлежности су се прошириле након доношења закона (1895), према којем је Главна тамничка управа била издвојена из Министарства унутрашњих послова и присаједињена Министарству правде. Министар правде је добио звање предсједника Повјереничког друштва о тамницама.
При министру правде се налазио и његов замјеник, који је имао посебна права и дужности.

## Устројство
У саставу Министарства правде налазиле су се сљедеће установе:
- Консултација при министру правде;
- Први департман: законодавство, вођење статистике, издавање службеног гласила и билтена судске праксе, подношење извјештаја о раду, вођење судске евиденције о осуђеницима, послови око пререгистрације непокретне имовине, хералдички послови, вођење преписки руских судова са судовима у иностранству;
- Други департман: евиденција о судијама Правитељствујушчег сената и судова, спровођење ревизије судова, судија и судског особља, вођење економских, књиговодствених, контролних, рачунских и др. књига, предмети које су претходно претресали Први и Други департман Правитељствујушчег сената, а такође их предмети из Прве опште сједнице, изузимајући предмете које је разматрала Консултација;
- Земљишно надлештво;
- Московски архив Министарства правде.

У надлежности Министарства правде се налазило и Императорско училиште јуриспруденције, Константиновски земљишни институт и геодетска училишта. Од 1896. за буџет централне управе Министарства правде се издвајало 312.750 рубаља годишње. Министарство је издавало мјесечни „Журнал Министарства правде“.